# Going to California
Going to California (с англ. — «На пути в Калифорнию») — фолковая баллада британской рок-группы Led Zeppelin, выпущенная в ноябре 1971 года на их безымянном альбоме (Led Zeppelin IV).
В 2012 году эта композиция заняла 11-е место в хит-параде[прояснить] журнала Rolling Stone «40 величайших песен Led Zeppelin всех времён».

## История
Композиция представляет собой фолковую балладу, которая контрастирует с бо́льшей частью материала пластинки, наполненного тяжёлыми гитарными риффами и энергичной электрогитарной музыкой. Во время записи этой песни Джимми Пейдж играл на акустической гитаре (в строе D-A-D-G-B-D), а Джон Пол Джонс дополнил её мелодию звучанием мандолины. Мелодия композиции выросла[стиль] из ночных посиделок музыкантов возле камина поместья «Хедли-Грейндж» — Джонс и Пейдж сидели у огня, подбирая аккорды на акустических гитарах. Вокалист Роберт Плант вдохновлялся творчеством канадской певицы Джонни Митчелл при сочинении текста, впоследствии он говорил: «Когда ты влюблён в Джони Митчелл, тебе действительно приходится писать об этом снова и снова».
Изначально сюжет песни был посвящён знаменитым калифорнийским землетрясениям. По стечению обстоятельств, когда Джимми Пейдж, звукорежиссер Энди Джонс и менеджер группы Питер Грант отправились в Лос-Анджелес для микширования альбома, во время посадки самолета произошло небольшое землетрясение. В тот период композиция носила черновое название «Guide to California». В интервью 2002 года журналу Spin, Плант заявил, что текст этой песни «может вызывать чувство смущения, в некоторых моментах, но она действительно подводит итог периоду моего 22-летия». Так, в своей книге посвящённой творчеству группы писатель Крис Уэлш отметил, что главный герой композиции находится скорее «в поисках прекрасной дамы, а не сотрясения земли».
На концертах Led Zeppelin регулярно исполняли эту композицию во время своих акустических сетов, впервые сыграв ее во время весеннего турне по Соединённому Королевству 1971 года. Живая версия композиции исполненная во время шоу в Эрлс-корте (1975 год), была включена в видео-сборники Led Zeppelin DVD и Mothership. Также эта песня исполнялась на всех концертах в рамках американского турне группы 1977 года.
В 1988/1989 годах «Going to California» исполнялась во время сольных концертных туров Планта и на Knebworth Silver Clef show в 1990 году. Впоследствии, музыкант вновь вернулся к ней во время гастролей в поддержку своего альбома Mighty ReArranger, добавив к её мелодии[стиль] контрабас и синтезатор.

## Другие версии
На втором диске переиздания Led Zeppelin IV 2014 года (в варианте deluxe edition) фигурирует альтернативная версия этой песни, известная под названием «Going to California (Mandolin/Guitar Mix)». Она представляет собой инструментальный вариант композиции записанный звукоинженером Энди Джонсом при помощи передвижной студии The Rolling Stones во время пребывания группы в «Хедли-Грейндж» (29 января 1971 года). Длительность этого микса составляет 3:34, в то время как оригинальная версия длится 3:32.